# Täfteå
Täfteå is een plaats in de gemeente Umeå in het landschap Västerbotten en de provincie Västerbottens län in Zweden. De plaats heeft 1029 inwoners (2005) en een oppervlakte van 116 hectare. De plaats ligt aan de Botnische Golf en bij de plaats mondt de rivier de Täfteån hierin uit. Vroeger was de plaats een vissersdorp, maar tegenwoordig werken de meeste mensen in de ongeveer 10 kilometer ten zuidwesten van de plaats gelegen stad Umeå. Sinds een aantal jaren wordt jaarlijks het muziekfestival Täfteåfestivalen in de plaats gehouden.